# Aéroport de Quesnel
L'aéroport de Quesnel est un aéroport situé en Colombie-Britannique, au Canada.

## Compagnies aériennes et destinations
| Compagnies           | Destinations |
| -------------------- | ------------ |
| Central Mountain Air | Vancouver    |

Édité le 02/05/2025